# 해음
해음(중국어 간체자: 谐音, 정체자: 諧音, 병음: xiéyīn 셰인[*])은 한자 문화권 전반에 걸쳐서 나타나는 언어적 현상이다. 어떠한 단어가 또 다른 단어와 같은 소리가 나거나 혹은 비슷한 소리가 나면 해당하는 또 다른 단어의 이미지를 연상시키게 만드는 언어 유희나, 이로 인하여 금기나 미신이 생기는 현상을 뜻한다. 일부 부정적인 의미를 내포하는 단어 중 비속어가 섞여 있을 경우 해당 단어를 다른 발음으로 바꿔서 말하기도 한다. 그 중 한자의 뜻이 여러 개가 있고 가짓수도 많은 중국어에서 가장 많이 발견되며 주로 중국어에서의 사례를 해음이라고 한다. 언어적 현상에 포함되기 때문에 해음현상이라고도 한다. 이와 비슷한 사례로는 일본어의 고로아와세가 있다.

## 언어별 해음현상

### 공통
동아시아에서 공통적으로 싫어하는 숫자가 있는데 그 숫자는 바로 4이다. 이것은 한국어에서 '사'라고 바로 되며 중국어에서 '쓰'(병음: sì)라고 발음된다. 또한 일본어에서는 '시'(し) 라고 발음한다. 이 세 언어에서 모두 숫자 '4'는 '죽다'를 의미하는 '死'와 발음이 같기 때문에, 한국, 중국, 일본 지역에서는 숫자 4를 기피한다. 유럽권에서 불길한 숫자인 '13'과 비슷한 위치에 있다.

### 중국어
중국어는 매우 다양한 동음이의어가 있고 그로 인해 해음현상이 몹시 자주 일어난다. 중국에서는 해음이 엄청나게 큰 영향을 끼치고 있으며 이 때문에 선물을 줄 때나, 제사를 올릴 때, 의식을 치를 때 등 민속적으로 중요한 곳에서 좋아하거나 기피하게 되는 음식이나 물건들이 많이 생긴다. 해음 역시 중국어에서 가장 활발하게 일어나고 있으며 '해음'이라고 하면 주로 중국어에서의 현상을 가리킨다. 아래는 그 예시들이다.
- 중국 후베이성 지역에서는 제사를 지낼 때 닭고기를 쓰지 않는다. 그 이유는 중국어 발음으로 '닭'(중국어 간체자: 鸡, 정체자: 鷄, 병음: jī)과 '기아'의 발음인 '기'(중국어 간체자: 饥, 정체자: 飢, 병음: jī) 와 같아서이다.[1]
- 장쑤성 일대에서는 제사를 지낼 때 콩이 들어있는 음식은 사용하지 않는다. 그것은 '싸우다'의 '투'(중국어 간체자: 斗, 정체자: 鬪, 병음: dòu)와 콩 '두'(중국어: 豆, 병음: dòu)의 음독과 발음이 같아서이다. 이런 음식을 제사 공물로 쓴다면 자손들 사이에서 싸움이 난다고 믿기 때문이다.[1]
  - 두부는 예외이다. 이유는 두부의 '부'(중국어: 腐, 병음: fu)와 '부'(富)(중국어: 富, 병음: fù)가 발음이 같기 때문에 금전운을 상징하기 때문이다.[1]
- 대추는 중국어로 '짜오쯔'라고 발음하고 (중국어 간체자: 枣子, 병음: zǎo zi)이고, 밤은 '리쯔'(중국어: 栗子, 병음: lì zi)이다. 밤은 발음이 '아이가 들어서다'의 '리쯔'와 같기 때문에 좋아하고, 대추와 밤을 합치면 '어서 아이를 낳아라' (중국어: 早立子, 병음: zǎo lì zi)라는 뜻이 된다.[1][2][3]
- 결혼식 때 가장 기피되는 음식은 대파(중국어 간체자: 葱, 병음: cōng)이다. 이는 '충돌하다'의 '충'(중국어 간체자: 冲, 병음: cōng)과 발음이 같아 해음현상이 일어나 신혼부부에게 파를 주는 것은 좋지 않은 느낌을 주기 때문에 기피한다.[1]
- 중국에서는 정월 초하루에 탕위안(중국어 간체자: 汤圆, 병음: tāngyuán)을 먹는 풍습이 있는데 탕위엔의 발음이 '오랫동안 떨어져 있던 친척이나 부부, 부자 관계의 가족이 한자리에 모이다' 라는 '투안위안'(중국어 간체자: 团圆, 병음: tuányuán)과 비슷하다는 이유에서이다. 즉 탕위엔은 가족의 화합과 화목을 위해 먹는 음식이라는 의미를 담고 있는 것이다.[3]
- 중국에서는 춘절(중국어 간체자: 春節, 병음: chūnjiē)에 붉은색으로 된‘복(福)’자가 식당 등 여러 곳에 붙어져 있어 쉽게 볼 수 있는데 이때 ‘복(福)’자를 거꾸로 되게 하여 걸어둔다. 중국에서 '복이 온다'라는 말은 '도달하다'의 의미인 따오(到)를 사용하여 중국어로 '따오푸’(중국어 간체자: 到福, 병음: dào fú)라고 읽는다. 또한 거꾸로 놓인 복 역시 '따오푸’(중국어 간체자: 到福, 병음: dào fú)라고 읽는데 여기에서 사용되는 따오는 '거꾸로, 뒤집히다'의 의미인 따오(倒)를 사용한다. 복자를 거꾸로 놓으면 복이 도달한다는 의미와 같게되는 것이다.[4]

#### 중국어에서 선물과의 관계
- 해음이 부정적인 작용을 하는 경우

선물에서 금기되는 것은 손목시계와 괘종시계, 배, 우산, 거북이 들어간 장식물 등이 있다.
- - 손목시계는 '기녀'라는 글자와 해음현상이 일어나고 괘종시계는 '괘종시계'의 종(種)자와 임종을 지키다(終) 라는 말과 발음이 겹치기 때문에 노인에게 주거나 병문안을 갈 때 선물하면 안 된다. 그리고 중국어에서 '선물을 주다'라는 뜻을 가진 '쑹중'(중국어: 送鍾, 병음: sòngzhōng)이 장례를 치르다, 시간이 다 되었다라는 뜻을 가진 '쑹중'(중국어: 送終)과 발음이 같기 때문에 노인에게 시계를 준다는 것은 더더욱 기피된다.
  - 배는 중국어에서 과일 배라는 뜻을 가진 '리'(중국어: 梨, 병음: lí)가 이별하다, 떠나다라는 뜻을 가진 '리'(중국어: 離)과 발음이 같기 때문이다. 또한 중국에서는 배를 반으로 나누다라는 뜻을 가진 '펀리'(중국어: 分離, 병음: fēnlí)가 헤어지다라는 뜻을 가진 '펀리'(중국어: 分離, 병음: fēnlí)와 발음이 비슷해서 상대방에게 배를 선물하지도, 반으로 나눠서 먹지 않는다고 한다.
  - 우산은 중국어에서 우산라는 뜻을 가진 '싼'(중국어: 傘, 병음: sǎn)이 헤어지다라는 뜻을 가진 '싼'(중국어: 散)과 발음이 같기 때문에 기피된다. 특히 친구나 연인같은 사이에서 기피된다.
  - 거북이 들어간 장식물은 중국어에서 거북이라는 뜻을 가진 '구이'(중국어: 龟, 병음: guī)가 귀신이라는 뜻을 가진 '구이'(중국어: 鬼)와 발음이 같기 때문에 거북이와 관련된 물건을 선물로 주지 않는 관습이 있다. 그리고 거북이가 놀랄 때 몸을 숨기는 모습을 보고 겁쟁이를 뜻하게 되어 도발의 의미로 들릴 수 있기 때문이기도 하다.
- 해음이 긍정적인 작용을 하는 경우
  - 중국에서는 상대방에게 술을 선물하는 관습이 있다. 이는 중국어에서 술을 뜻하는 '주'(중국어: 酒, 병음: jiǔ)가 오래가다라는 뜻을 가진 '주'(중국어: 久, 병음: jiǔ)와 발음이 같아서 상대방과의 좋은 관계가 오래 가기를 바라기 때문이다.
  - 중국에서는 상대방에게 귤을 선물하는 관습이 있다. 이는 중국어에서 귤을 뜻하는 '쥐쯔'(중국어: 橘子, 병음: júzi)가 길하다라는 뜻을 가진 '지리'(중국어: 吉利, 병음: jílì)의 첫 글자의 발음이 비슷해서 상대방에게 행운이 오기를 바라기 때문이다.
  - 중국에서는 크리스마스에 사과를 먹는 관습이 있다. 이는 중국어에서 사과를 뜻하는 '핑궈'(중국어: 苹果, 병음: píngguǒ)가 평안하다라는 뜻을 가진 '핑안'(중국어: 平安, 병음: píng'ān)의 첫 글자의 발음이 같아서 평안함을 바라기 때문이다.

#### 중국어에서 숫자와의 관계
- 중국에서는 숫자 3을 뜻하는 '싼'(중국어: 三, 병음: sān)이 흩어지다, 헤어지다라는 뜻을 가진 '싼'(중국어: 散, 병음: sǎn)과 발음이 비슷해서 싫어한다고 한다.
- 중국에서는 숫자 4를 뜻하는 '쓰'(중국어: 四, 병음: sì)가 죽다라는 뜻을 가진 '스'(중국어: 死, 병음: sǐ)와 발음이 비슷해서 싫어한다.
- 중국에서는 숫자 6을 뜻하는 '류'(중국어: 六, 병음: liù)가 순조롭다라는 뜻을 가진 '류'(중국어: 流, 병음: liú), 모든 일이 뜻대로 잘 풀린다라는 뜻을 가진 '류류다순'(중국어: 六六大順, 병음: liùliùdàshùn)의 첫 글자와 발음이 비슷해서 좋아한다고 한다. 중국에서 숫자 6은 전화번호, 결혼 날짜에 널리 사용되기도 한다.
- 중국에서는 숫자 7을 뜻하는 '치'(중국어: 七, 병음: qī)가 화를 낸다라는 뜻을 가진 '성치'(중국어: 生氣, 병음: shēng qì)와 발음이 비슷해서 싫어한다고 한다.
- 중국에서는 숫자 8을 뜻하는 '바'(중국어: 八, 병음: bā)가 돈을 번다라는 뜻을 가진 '파차이'(중국어: 發財, 병음: fācái)의 첫 글자와 발음이 비슷해서 좋아한다. 2008년 하계 올림픽은 베이징에서 열렸는데, 중국에서는 8이 연달아 있는 것을 좋아하기 때문에 하계 올림픽도 2008년 8월 8일에 열렸다.[3]
- 중국에서는 숫자 9를 뜻하는 '주'(중국어: 九, 병음: jiǔ)가 오래다는 뜻을 가진 '주'(중국어: 久, 병음: jiǔ)와 발음이 비슷해서 좋아한다고 한다. 중국에서 숫자 9는 '황제의 숫자'로 여겨지기도 한다.
- 중국에서는 숫자 13을 뜻하는 '스싼'(중국어: 十三, 병음: shí sān)이 흩어지다라는 뜻을 가진 '스싼'(중국어: 失散, 병음: shī sàn)과 비슷해서 싫어한다고 한다. 결혼 날짜를 정할 때 13일은 피한다고 한다.[5]

### 한국어
한국어는 발음의 가짓수가 많고 복잡하여 다른 단어와 겹치는 단어가 적으며 숫자가 여러 가지 발음으로 발음되지 않기 때문에 해음과 관련한 말장난이 적은 편이나 과거 '삐삐'라고 불리는 무선호출기로 숫자로 메시지를 보내는 등 한국어에도 해음이 많이 발견된다. 오늘날에도 해음은 일상생활에서 소수로나마 사용되고 있다.
- 한국어에서 숫자 "24"는 "이사"라고 발음될 수 있으며, 이는 여러 이삿짐 센터 업체의 전화번호에도 사용된다.
- 숫자 "82"는 "팔이" 라고 발음될 수 있으며, "8282"라고 적을 경우 "빨리빨리"를 나타내기도 한다. 키움증권의 소프트웨어 "영웅문"에서 빠른 거래에 주로 사용되는 "호가 주문창" 기능의 일련번호가 8282로 설정되어 있다.
- "4989"는 "사구팔구"라고 읽힐 수 있으며 물건을 '사고팔고' 할 수 있는 "시장"을 뜻하는 단어이기도 하다. 영웅문에서는 매수/매도 창의 일련번호이기도 하다.
- "100"은 "백"으로 읽힐 수 있어 영어 "back"을 뜻하기도 한다. 이는 "돌아와"는 의미가 있다.
- "1004"는 "천 사"로 읽으며 천사를 나타내기 때문에 긍정적인 의미를 가진다.
- 무선호출기가 유행하던 당시 숫자들이 마치 암호처럼 사용되었는데, 아래는 그 일부이며 해음 현상이 있는 숫자들이다.
  - "7942"는 "칠구사이" 라고 읽을 수 있으며, 이는 "친구사이"를 뜻하는 것이다.
  - "10003" 10000과 3을 합친 것으로, 각각 "만"과 "셋"으로 읽힌다. 따라서 "10003"은 "만세"를 나타낸다.
  - "10288"은 '10/2/8/8'로 나누어 볼 수 있으며 이는 "열" "이" "팔" "팔" 이라고 읽을 수 있다. 그래서 이 숫자는 "열이 팔팔 난다", 즉 "아프다" 라는 뜻을 가진다.
- 한국어에서 '개'는 동물 '개'를 뜻하기도 하지만, '(부정적인) 정도가 심한'을 뜻하기도 한다. 한국의 일부 방송국에서는 비속어를 엄격히 금지할 경우 동물 개를 뜻하는 '개'가 아닌데도 '강아지'로 치환하기도 한다.[6][7]
- 조선 시대의 과거시험 관련 미신에서도 비슷한 현상을 찾아볼 수 있다.
  - 조선 시대에는 과거 유생들이 과거시험을 보러 가기 위해 한양으로 갈 때, 추풍령과 죽령은 거치지 않고 한양으로 가려고 했었다. 그 이유는 한국어에서 "불합격하다"를 간단히 이르는 표현으로 "떨어지다" 라는 표현이 있는데 추풍령의 '가을 추(秋)'가 '떨어질 추(墜)'와 같은 발음이 났기 때문에 기피했었고, 죽령의 경우는 대나무(竹)처럼 미끄러지기 때문에 과거시험에 합격하기 위해서 이 두 지역을 피해서 한양으로 향했다. 그 외에도 '떨어지다'를 다르게 말하는 한자 '락(落)'이라는 한자가 들어간 단어를 피해서 문장을 만들거나 대화를 하는 시도를 하였다. 그와 반대로 문경새재를 넘는 것을 선호했는데, '문경(聞慶)'에 '경사스러운 소식을 듣는다'라는 뜻이 담겨 있었기 때문에 시험에 합격하기를 바라는 마음에서 이 고개를 넘는 것이 선호되었기 때문이다.[8][9]
  - 또한 과거 시험을 보러 가기 전 금기 음식으로 낙지가 들어간 음식을 금기시하는 것이 있었는데 그 이유는 낙지가 '땅에 떨어지다'(落地)라는 뜻과 같은 발음이 나기 때문이다. 또 낙지의 다른 이름인 '낙제'(絡蹄)가 '시험에 불합격하다'라는 뜻과 같은 말이 나기 때문에 금기시 했다는 주장도 있다. 반대로 문어를 많이 먹기도 했는데, 문어에 '글월 문'(文)이 있기 때문에 글을 쓰는 과거 시험을 잘 헤쳐나갈 수 있다고 믿었다.[10]
- 위의 풍습은 대한민국에서도 비슷하게 내려와, 학생들 사이에서 가장 중요하다고 여겨지는 시험인 수능을 보기 직전에는 미역국을 먹거나, 기름기가 있는 음식을 먹는 것이 금기시되어 있다. 위와 같이 시험에서 "미끄러져 내린다"라고 생각하기 때문에 불길하다고 여겨지기 때문이다. 또한 물건을 떨어뜨리지 않는 것을 굉장히 중요시한다. 이 역시 '떨어진다'라는것을 연상하여 생각했기 때문에 해당 행위가 기피된다. 더불어 '빵을 먹으면 빵(0)점'이나, 헛수고를 나타내는 '죽 쑤다'라는 관용어가 떠올라 빵이나 죽을 먹지 못하게 하기도 한다.[11][12] 반대로 '시험에 붙다'라고 하면 '합격한다'라는 뜻과 같은데 이 때문에 떡이나 엿과 같은 어딘가에 '붙을 만한' 끈적끈적한 음식을 주로 먹고, 성인들이 수험생들에게 떡과 엿을 나누는 풍습이 있다.
- 한국에서는 이탈리아의 정장브랜드 '보기 밀라노' (it:Boggi Milano)의 원래 발음은 '보지 밀라노'에 가까운데, 한국에서는 해당 발음이 여성의 성기를 저속하게 이르는 단어이기 때문에 수정하여 '보기'라고 하였다.

### 일본어
- "1004"는 "てんし"로 읽으며 천사를 나타내는 "天使"를 나타내기 때문에 긍정적인 의미를 가진다. 이는 한국어에서도 같은 현상이 일어난다. 일본 민간에서는 10월 4일을 '천사의 날'로 기념하기도 한다.
- 일본에서는 배용준을 '욘사마'라고 부르는데 일본에서 '4'라는 숫자를 말할 때는 "시"(し)보다 "욘"(よん)이라고 읽는 빈도가 잦다. 이 때문에 존칭어 '사마'(様)를 네 번 사용해서 배용준을 "様様様様" 라고 적기도 한다.[13]

## 해음의 유형
해음의 유형은 다음과 같은 것들이 있다. 아래는 중국어 기준의 예시들이다.

### 같은 소리를 내는 글자로 바꾸기
- 年年有魚 (병음: nián nián yǒu yú 녠녠유위[*] →새해마다 물고기가 있어요.) → 年年有餘 (병음: nián nián yǒu yú 녠녠유위[*] →새해에는 더욱 풍요로워 지세요.)
- 年糕 (병음: nián gāo 녠가오[*] →설에 먹는 떡) → 年高 (병음: nián nián gāo shēng 녠녠가오성[*] →해마다 높이 올라간다.)

### 비슷한 소리를 내는 글자로 바꾸기
- 過年吃橘 (병음: guò nián chī jú 궈녠츠쥐[*] →내년에는 귤을 먹는다.) → 過年吃吉 (병음: guò nián chī jí 궈녠츠지[*] →내년에는 길하게 먹는다.)
- 包粽 (병음: bāo zòng 바오쭝[*]) → 包中 (병음: bāo zhōng 바오중[*])

### 글자를 숫자로 바꾸기
- 78 → 雞掰, jī bāi 지바이 (→제기랄)
- 87 → 白癡, bái chī 바이치 (→바보)
- 88 → 拜拜, bài bai 바이바이 (→잘 가라)
- 748 → 去死吧, qù sǐ ba 취쓰바 (→지옥에나 가라)
- 1314 → 一生一世, yì shēng yí shì 이성이스 (→일생일대, 한평생)
- 2013 → 愛你一生, ài nǐ yì shēng 아이니성 (→평생 동안 너를 사랑해)
- 9494 → 就是就是, jiù shì jiù shì 주스주스 (→맞어 맞어)
- 9413 → 九死一生, jiǔ sǐ yì shēng 주쓰이성 (→구사일생)
- 094 → 你就死, nǐ jiù sǐ 니주쓰 (→너는 죽었다)
- 5487 → 我是白癡, wǒ shì bái chī 워스바이치 (→나는 바보다)
- 174 → 一起死, yì qǐ sǐ 이치쓰 (→함께 죽어라)

## 해음의 사회적 용례
해음이 일어나는 단어는 어떠한 한 대상에게 적대감과 경계심을 내비치거나, 그 대상을 풍자할 때도 사용된다. 예를 들면 '한류'라는 단어가 이에 해당한다. 이어령의 저서 《이어령의 가위바위보 문명론》에서는 "한국 문화가 동아시아 지역에 전반적으로 퍼진 현상을 나타내는 '한류'(韓流)에는 (부정적 의미인) '차가운 해류'를 나타내는 '한류(寒流)' 라는 의미가 숨어 있다" 라고 적혀 있다. 또한 일본의 대중문화에 열광하는 대만의 젊은이들을 일사병(日)을 연상시키는 '하르주'(중국어 정체자: 哈日族, 병음: hārìzú) 라고 부르거나, 말라리아와 같은 열병에 걸려 추위(寒)에 떠는 사람의 이미지를 연상시키는 '하한주'(중국어 정체자: 哈韓族, 병음: hāhánzú)라고 이름 붙인 것과 같다.
한자문화권의 언어가 아니지만, 위의 다른 의학적 증상들과 비슷하게 미국에서는 '동아시아 여성에 대한 집착적인 사랑'을 하는 것을 '옐로우 피버'(Yellow fever) 라고 하는데 이는 '황열'과 의미가 같다. 아시아 국가들의 득세를 경계를 함과 동시에 동아시아 여성을 집착하는 사람, 즉 아시안 페티시가 있는 사람들을 비하하는 목적으로 만들어진 조어이다.

## 같이 보기
- 4자 금기
- 고로아와세
- 동음이의어